# 駒崎優
駒崎 優 (こまざき ゆう、女性、10月21日生まれ) は、日本の小説家、ボーイズラブ作家。ライトノベル作家。さいたま市在住。

## 経歴・人物
学習院大学文学部史学科卒。1998年5月、第5回ホワイトハート大賞≪佳作≫入選作の『闇の降りる庭』にてデビュー。現在では新書館発刊の『小説Wings (ウィングス)』などに寄稿している。
デビュー作は15世紀のイタリアが舞台であった。史学科卒ということで、西欧を舞台とした歴史ものを得意とする。作品については、「私が何よりも恐れているのは、『この人物は、この時期その場所にいられたはずがない』と、証拠史料付きで指摘されることです（笑）。」と述べている。しかしストーリーが歴史事実と違う展開を見せる作品については、個人的に許容できない旨を述べており、「『歴史小説』と称しておきながら、何の証拠も無く、勝手に歴史を改竄されると、めらめらと怒りを覚えるのです（パロディであると、そう明記してくれればまだいいんですが）。だから私は、記録に残っている歴史的事実の隙間をぬって話を作ってきましたし、そのやり方を続けていくつもりです。」と語っている。
また、愛読している物として、以下のような作家の作品を挙げている。

## 好む作家
- ローズマリー・サトクリフ
- ハワード・パイル
- ウォルター・スコット
- ヘンリー・ウィンターフェルト
- バーバラ・レオニ・ピカード
- ドン・ウィンズロウ
- エレン・カシュナー

## 作品リスト

### 講談社X文庫ホワイトハート
- 闇の降りる庭 (1998年4月)
- 足のない獅子 (1998年10月、以下イラスト:岩崎美奈子)
- 裏切りの聖女―足のない獅子<2> (1999年2月)
- 一角獣は聖夜に眠る―足のない獅子<3> (1999年6月)
- 火蜥蜴(サラマンダー)の生まれる日―足のない獅子<4> (1999年10月)
- 豊穣の角―足のない獅子<5> (2000年2月)
- 麦の穂を胸に抱き―足のない獅子<6> (2000年6月)
- 狼と銀の羊―足のない獅子<7> (2000年10月)
- 開かれぬ鍵 抜かれぬ剣<上>―足のない獅子<8> (2001年3月)
- 開かれぬ鍵 抜かれぬ剣<下>―足のない獅子<8> (2001年4月)
- 晴れやかな午後の光―足のない獅子<9> (2001年10月)
- クイーンズ・ガード (2002年3月)
- 黄金の拍車 (2002年7月、足のない獅子 第2部)
- 白い矢―黄金の拍車<2> (2002年12月)
- 額の中の美女たち―クイーンズ・ガード<2> (2003年3月)
- 針は何処に―黄金の拍車<3> (2003年7月)
- 花嫁の立つ場所―黄金の拍車<4> (2004年2月)
- 夜明けのダンス―クイーンズ・ガード<3> (2004年11月)
- 麦とぶどうの恵みより―黄金の拍車<5> (2005年11月)
- エニシダの五月―黄金の拍車<6> (2006年11月)
- Stand Alone (2007年4月、イラスト:槇えびし)

### 角川ビーンズ文庫
- 駆け抜ける蒼き宿命―ダルリアッド (2002年1月、以下シリーズ・イラスト:小田切ほたる)
- 野望の果て―ダルリアッド<2> (2002年10月)
- 謳われぬ夢―ダルリアッド<3> (2003年2月)
- 手折られた青い百合―歓楽の都 (2003年8月、以下、シリーズ・イラスト:雪舟薫)
- 譚詩曲の流れゆく―歓楽の都<2> (2004年5月)
- 甘美なる夜に咲く花―歓楽の都<3> (2005年3月)
- 星屑のさなぎ―歓楽の都<4> (2008年11月)

### C★NOVELSファンタジア
- 運命は剣を差し出す<1>―バンダル・アード=ケナード (2004年1月、イラスト:ひたき)
- 運命は剣を差し出す<2>―バンダル・アード＝ケナード (2004年7月)
- 運命は剣を差し出す<3>―バンダル・アード＝ケナード (2005年6月)
- あの花に手が届けば―バンダル・アード＝ケナード (2006年9月)
- 故郷に降る雨の声 <上>―バンダル・アード=ケナード (2008年6月)
- 故郷に降る雨の声 <下>―バンダル・アード=ケナード (2008年8月)
- われら濁流を遡る―バンダル・アード=ケナード (2010年3月)
- 裏切りの杯を干して<上>―バンダル・アード＝ケナード (2012年12月)
- 裏切りの杯を干して<下>―バンダル・アード＝ケナード (2012年12月)
- よき群れより放たれ―バンダル・アード＝ケナード (2016年9月)

### 幻狼ファンタジアノベルス
- 扇舞う <1> (2009年6月、シリーズ・イラスト:高山しのぶ)
- 扇舞う <2> (2011年9月)

### 中央公論社
- おんもにでよう。 (単行本/エッセイ集、2012年9月)

### 新書館ウィングス・ノヴェル
- シャーウッド (上) （2016年10月25日、イラスト:佐々木久美子）
- シャーウッド (下) （2016年10月25日）

### 朝日文庫
- バンダル・アード=ケナード――けぶる砦の向こうに （2018年6月）
- バンダル・アード=ケナード――眠らぬ谷を踏み越え （2020年1月）